# Liste des ambassadeurs de France aux Maldives
La représentation diplomatique de la République française auprès de la république des Maldives est située à l'ambassade de France à Colombo, capitale du Sri Lanka, et son ambassadeur est, depuis 2022, Jean-François Pactet.

## Représentation diplomatique de la France
La France n'a pas de représentation diplomatique permanente aux Maldives. Si l'indépendance du pays est déclarée le 25 juillet 1965, ce n'est qu'à la chute du Sultanat et l'instauration de la deuxième république, le 11 novembre 1968, que la France et les Maldives engagent des relations diplomatiques. C'est l'ambassadeur de France au Sri Lanka qui est accrédité auprès de la république des Maldives. Seuls l'Inde, la Chine, le Pakistan, le Bangladesh et le Sri Lanka ont un bureau de représentation diplomatique aux Maldives.

## Ambassadeurs de France aux Maldives
| De   | À    | Ambassadeur                  | Résidence |
| ---- | ---- | ---------------------------- | --------- |
| 1969 | 1971 | Albert Chambon               | Colombo   |
| 1971 | 1975 | Joseph Lambroschini          | Colombo   |
| 1975 | 1978 | Pierre Anthonioz             | Colombo   |
| 1978 | 1981 | Jacques Bourgoin             | Colombo   |
| 1981 | 1984 | François Toussaint           | Colombo   |
| 1984 | 1986 | Pierre Morizot               | Colombo   |
| 1986 | 1989 | Serge Éluecque               | Colombo   |
| 1989 | 1992 | Christian Lambert            | Colombo   |
| 1992 | 1996 | Jean-François Bouffandeau    | Colombo   |
| 1996 | 2000 | Élisabeth Dahan              | Colombo   |
| 2000 | 2003 | Marie-France Pagnier-Dunavan | Colombo   |
| 2003 | 2007 | Jean-Bernard Devaivre        | Colombo   |
| 2007 | 2009 | Michel Lummaux               | Colombo   |
| 2009 | 2013 | Christine Robichon           | Colombo   |
| 2013 | 2015 | Jean-Paul Monchau            | Colombo   |
| 2015 | 2018 | Jean-Marin Schuh             | Colombo   |
| 2018 | 2022 | Eric Lavertu                 | Colombo   |
| 2022 | auj. | Jean-François Pactet         | Colombo   |

## Consulats
Il existe un consul honoraire exerçant à Malé, capitale des Maldives.